# Стећци у Јасени
Некропола са стећцима у селу Јасени сачињена је од 62 стећка, међу којима су и бројни сандуци и споменици са ћириличким натписима. Некропола је састављена од великог броја плоча међу којима има и јако великих и четири сандука. Споменици потичу из 15. века, а смештени су у селу Јасени, које лежи у веома пространој крашкој површи која се простире јужно од планинског гребена Вележа.
Поред ове некрополе, којом доминира велики крст позициониран у непосредној близини, више стотина метара источно лежи још једна јако велика плоча коју је Шефик Бешлагић означио као сандук који носи и натпис. Треба, ипак, нагласити да је површина плоче јако оштећена и да су управо у западном, надглавном делу, уочљива највећа оштећења и разарања корозивним процесом који је фрагментовао кречњак у дубини од више центиметара, па је натпис тешко уочљив.

## Ћирилички натпис
Најпознатији стећак са овог локалитета је онај који представља споменик извесном Милобрату Мрђићу и његовом сину Иванишу, а који садржи и ћирилички натпис који сведочи о поменутим личностима. Стећак, односно плоча, димензија је 2,35 х 1,85 х 0,50 метара, а натпис је смештен на западној страни стећка.
Натпис је у два наврата објавио епиграфичар Марко Вего. Његово тумачење, међутим, није до краја исправно и стиче се утисак да се краће задржао на лицу места, или, могуће, није био на некрополи у Јасени, него је натпис пружен на темељу неког снимка или одливка. Натпис са некрополе у Јасени је, пре Вега, објављен од стране Вида Вулетића-Вукасовића и Љубе Стојановића, али погрешно.
Непосредним увидом нађено је да је натпис нестручно и делимично маркиран фарбом, што је уочено и на неколико средњевековних натписа у области Невесиња (Горња Трусина), Дабра (Љути До), Билећа (Радмиловић Дубрава) и Гацка (Дулићи).
Марко Вего је натпис у Јасени пружио на начин да је његовим читањем постигнута пуна логичност натписа. Он је, пружајући неадекватну латиничну транскрипцију, натпис прочитао на следећи начин:
†A se leži MilobratЬ MrЬđićЬ (MrЬćićЬ) s dobrimЬ sinomЬ s IvanišemЬ. Bih živomu radЬ a mЬrtva saranihЬ (sahranih).
Тешкоће се јављају код последње речи натписа, САРАНИХЬ, за коју нема места у простору који је обележен завршним знаком: Ь. Пажљивом анализом словних знакова види се да је овде у питању сасвим други глагол — СРЕТАМЬ, па натпис гласи:
†А се лежи Милобрат Мрђић с добрим сином с Иванишем. Бих живому рад, а мртва сретам.
Вего је у свом Зборнику пружио сасвим нејасан снимак натписа који није употребљив, али је његова потпуна логичност одбијала од предузимања пута и непосредног увида. Ипак, увидом на лицу места, уочена је неодрживост речи: „саранихь“ и због недостатка простора за њено уклесавање и због тога што овде једноставно не пише тако. Милобрат Мрђић каже да се радовао доброме сину, а сада га мртва среће (дочекује). Марко Вего није видео слово „омега“ које се јавља поред „О“ у имену Милобратовом.
У првом реду натписа постоји „омега“ након слова „О“, а клесар доследно употребљава танки полуглас, који у одређеним ситуацијама „приљубљује“ одговарајућим словима. То управо чини у последњој речи другог реда, а то је учинио и у последњој речи натписа, што је код Марка Вега могло изазвати забуну уколико се служио снимком или неким одливком. Када се пажљиво погледа завршетак другог реда натписа, тада ће се видети да је танки полуглас својом мало искошеном окомитом линијом уграђен у слово „Д“ па формира његову десну ножицу. Исти поступак је поновљен у завршници натписа где је десна нога слова „М“ клесаног као асиметрично „М“ (тендира облику са укрштеним ногама), својствено и ранијим периодима, пројектована у линију која „избија“ из облине омче танког полугласа. Иначе, клесар је „М“ израдио у три варијанте: обло, изразито угласто и ово последње асимитрично које подсећа на „М“ са укрштеним ногама.
У селу Фатница, у пределу средњовековне жупе, постоји високи украшени сандук са вишередним ћириличким натписом на источној ужој страни, који је објављен и у часопису „Слово“. Покојник коме је израђен споменик у Фатници носи име Иван Мрчић, што је исто као Мрђић. Могуће је да се на тај начин ово старо хумско презиме јавља и у Фатници у 15. веку, јер је натпис на тај начин датиран. Опажа се, међутим, пажљивим маркирањем словних знакова овог натписа, извесна сличност словних облика са натписом у Јасени. И овде је клесар уметнуо танки полуглас у слова. У натпису из Јасене, у проблематичној последњој речи натписа, једно мало, чак тешко уочљиво надредно „Е“, клесано је оријентисано према горе. Ово слово има потпуно праву „окомиту“ линију, подсећајући на брзописно „Е“, а исто такво „Е“ се налази у натпису Ивана Мрчића у Фатници. И слово „Ж“, иако се разликује у првом реду натписа Ивана Мрчића, надаље је, по својој асиметричности, идентично натпису у Јасени. Клесар је и у натпису у Фатници комбиновао „омегу“.